# Рок, Мик
Майкл Дэвид «Мик» Рок (англ. Michael David «Mick» Rock; 1948 — 18 ноября 2021) — британский фотограф. Он наиболее известен по фотографированию таких легенд рока, как Queen, Дэвид Боуи, T. Rex, Сид Барретт, Лу Рид, Игги Поп и The Stooges, Geordie, The Sex Pistols, The Ramones, Джоан Джетт, Talking Heads, Roxy Music, Crossfade, Thin Lizzy, Mötley Crüe и Blondie. Часто упоминается как «Человек, который снял семидесятые», бо́льшая часть памятных снимков Боуи в образе Зигги Стардаста была снята Роком во время его работы на Боуи в качестве официального фотографа.

## Ранняя жизнь
Майкл Дэвид Рок родился в 1948 году в Хаммерсмите, Лондон. Он получил образование в школе Emanuel School в Лондоне и колледже Гонвилл-энд-Киз, который окончил со степенью бакалавра по специальностям средневековые и современные языки. Во время обучения в Кембридже у него развился интерес к романтической поэзии 19-го века, в особенности — к работам Рембро, Бодлера, Шелли и Байрона, его первое упоминание в прессе произошло после задержания за хранение марихуаны.

## Личная жизнь
Рок жил в Нью-Йорке со своей женой и их общей дочерью.